# Astroloba congesta
Astroloba congesta är en grästrädsväxtart som först beskrevs av Salm-dyck, och fick sitt nu gällande namn av Antonius Josephus Adrianus Uitewaal. Astroloba congesta ingår i släktet Astroloba och familjen grästrädsväxter. Inga underarter finns listade i Catalogue of Life.